# Börstträsket
Börstträsket är en sjö i Arvidsjaurs kommun i Lappland och ingår i Byskeälvens huvudavrinningsområde. Sjön har en area på 0,271 kvadratkilometer och ligger 365,8 meter över havet. Börstträsket ligger i Byskeälven Natura 2000-område. Sjön avvattnas av vattendraget Bäverån (Laxbäcken).

## Delavrinningsområde
Börstträsket ingår i det delavrinningsområde (727362-165995) som SMHI kallar för Utloppet av Börstträsket. Medelhöjden är 392 meter över havet och ytan är 3,01 kvadratkilometer. Räknas de 4 avrinningsområdena uppströms in blir den ackumulerade arean 63,15 kvadratkilometer. Bäverån (Laxbäcken) som avvattnar avrinningsområdet har biflödesordning 2, vilket innebär att vattnet flödar genom totalt 2 vattendrag innan det når havet efter 142 kilometer. Avrinningsområdet består mestadels av skog (74 procent) och sankmarker (15 procent). Avrinningsområdet har 0,27 kvadratkilometer vattenytor vilket ger det en sjöprocent på 9 procent.